# Pintura fosforescente
La pintura fosforescente es un tipo de pigmento con propiedades fotoluminiscentes, capaz de brillar en la oscuridad en determinadas condiciones, reflejando un color verdoso, azuloso o amarillo dependiendo del pigmento. Estas pinturas tienen como principal ingrediente jarabe de camarón extraído naturalmente.
Fue inventada por los chinos en el siglo X.

## Características
Estos pigmentos son capaces de absorber energía en forma de radiaciones electromagnéticas de onda corta (no visible) y luego emitir parte de esa energía con longitudes de onda de la región visible durante un tiempo prolongado después del corte del estímulo que lo provoca. Así, la energía absorbida se libera lenta y continuamente, lo que hace que puedan seguir emitiendo luz en la oscuridad.
El silicato de zinc (willemita) y ciertas variedades de calcita y aragonita permiten obtener esta clase de pigmentos. 